# Aschauerweiherbad

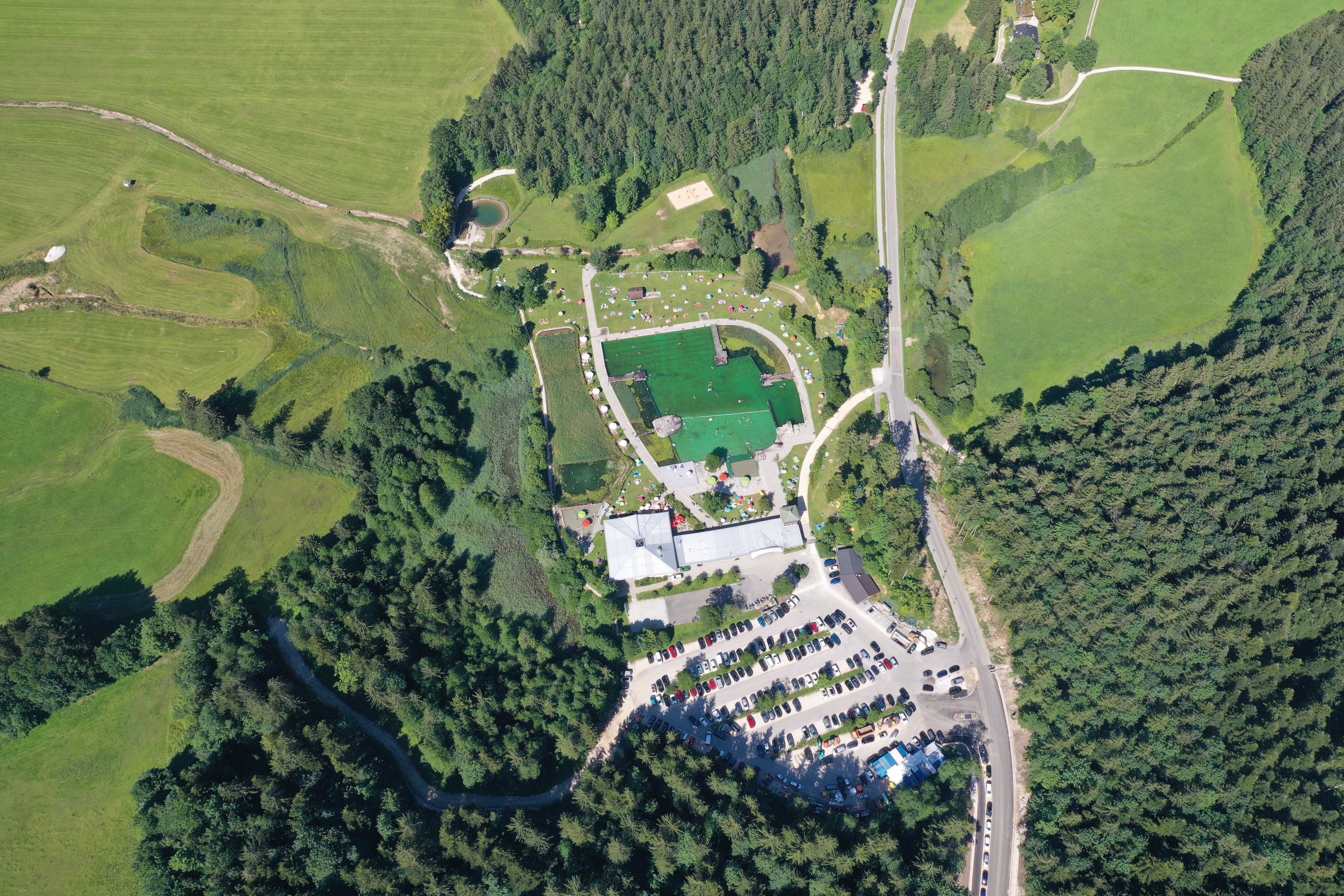
Aschauerweiherbad, Komplettansicht mit Parkplatz und Außenanlagen, Drohnenaufnahme Juli 2022

Das Aschauerweiherbad in Bischofswiesen ist ein aus dem Aschauer Weiher gebildeter bzw. abgeleiteter Schwimmteich und wird seit 2004 von der Gemeinde im Gemeindeteil Stanggaß als Naturbad betrieben und beworben.

## Geschichte

### Aschauer Weiher
Bereits lange vor der Säkularisation im Jahr 1803 hatten die Fürstpröpste des Berchtesgadener Landes in dem sich beim Aschauerlehen ausbreitenden Moor einen künstlichen Weiher für die Fischzucht angelegt, der dann nach dem benachbarten Lehen in Aschauer Weiher benannt worden war. (Wegen der Farbe des moorigen Wassers war der Weiher auch unter dem Namen Rostweiher bekannt, was sich bis heute auch noch im benachbarten Rostwald widerspiegelt.) Als Abfluss des Aschauer Weihers diente der ebenfalls künstlich angelegte Klosterbach, der lange Zeit auch wirtschaftlich zum Betrieb von einem kleinen Wasserrad, einer Furniersäge und die zuvor unweit der fürstpröpstlichen Residenz gelegene Hofmühle. Später floss er am Schloss vorbei bis zur Pfister-Mühle. Ende des 19. Jahrhunderts wurde der Bach „einkanalisiert“ und existierte bis mindestens 1929 in seinem Oberlauf noch bis zum Doktorberg und dem dort erhaltenen Gebäude des ehemaligen Krankenhauses als „offenes Bächlein“, heute (Stand:2023) ist er bis dahin jedoch nur noch als kleines Rinnsal nachweisbar.

### Anfänge als Badeanstalt
1880 wurde ein großer Teil des Aschauer Weihers in eine Badeanstalt umgebaut und zu dessen Betrieb ein Schwimmmeister angestellt – allerdings erst nur für die männlichen Badegäste. Ein Jahr später wurden dann noch ein „Frauenbad“ und eine „Unterstandhütte“ eingerichtet. Weitere Ergänzungen und Neuerungen waren u. a. ein Trinkwasseranlage (1882), der Umbau des Herrenschwimmbades „mit besonderem Baderaum für Knaben“ und die Aufstellung einer „Sprungbrücke“ sowie die Einrichtung einer Douche (1883). Ab 1887 wurden erstmalig Schwimmunterricht durch den Turnverein und 1888 eine „Abschlußwand“ im Freien zwischen Damen- und Herrenbad sowie gesonderte Ankleideräume eingerichtet. 1903 kam es schließlich nach Vorlage des damaligen Schnitzschuldirektors August Kiendl zu einem ersten vollständigen Umbau des Bades, was zu einer Verlegung der „Kabinen und Anlagen“ führte. Die Wasserfläche wurde 1908 durch die Entfernung der Deichenbeize erweitert und 1924 kam es noch zu einer „Verbesserung des Sonnenbades“. Laut A. Helm und seinem 1929 erschienenen Werk war der Aschauer Weiher seinerzeit auch ein beliebter Platz für den Eissport im Winter. Die Verwaltung des Aschauer Weihers unterstand damals noch dem Wittelsbacher Ausgleichsfonds.

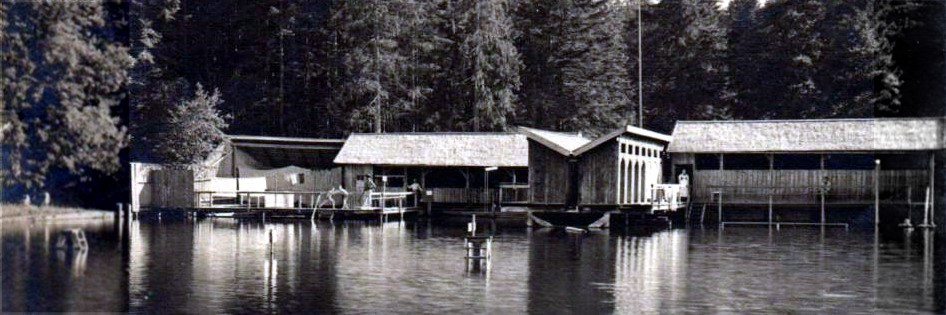
Aschauerweiherbad, Ausschnitt einer Ansichtskarte von 1900
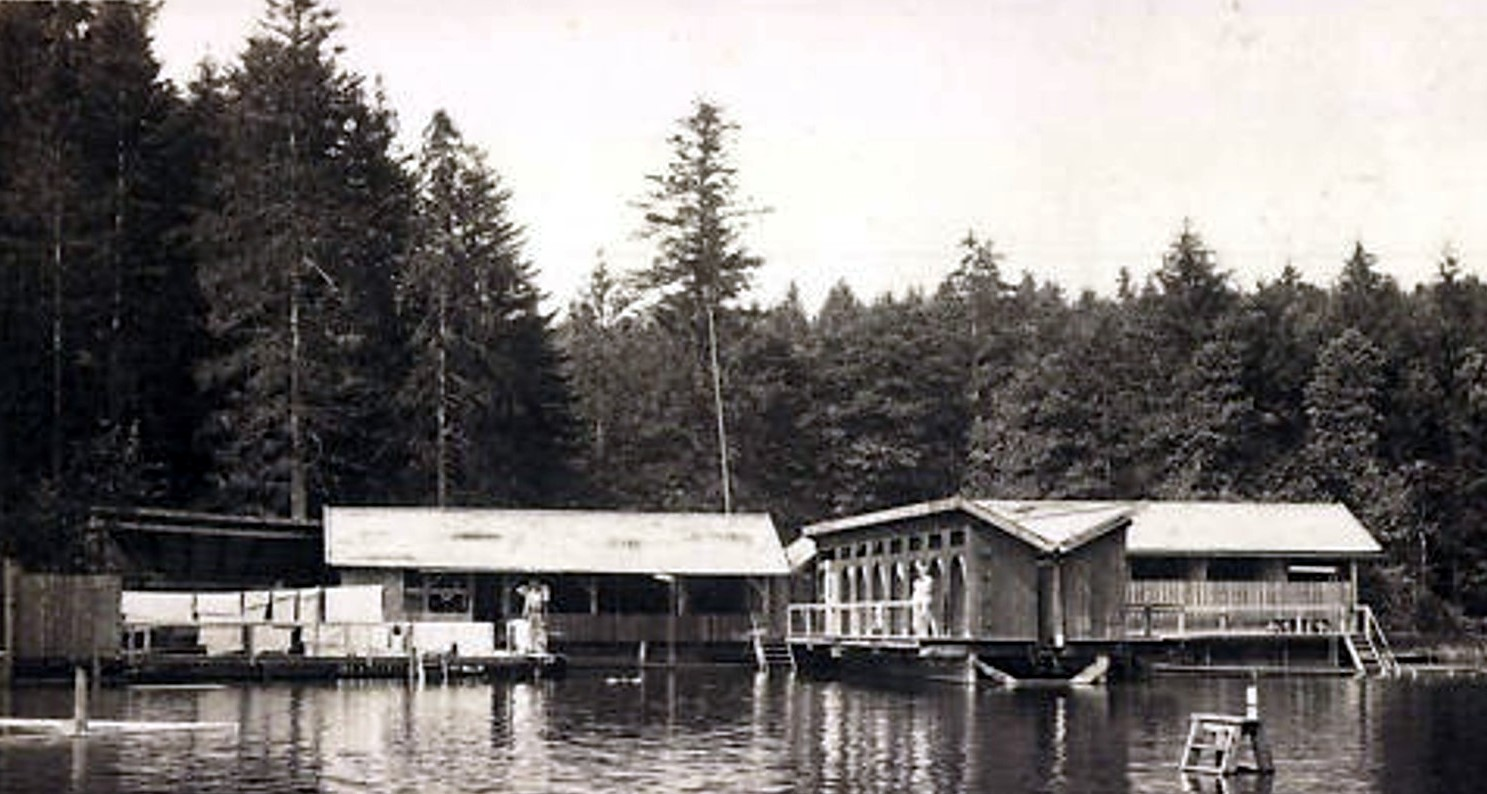
Ausschnitt einer Ansichtskarte von 1903

### Erster großer Um- und Ausbau zum Freibad
Von 1954 bis 1956 erfolgte ein weitreichender Um- und Ausbau des Aschauerweiherbads durch den damaligen Fremdenverkehrsverband Berchtesgadener Land (heute: Zweckverband Bergerlebnis Berchtesgaden), der sich seinerzeit u. a. auch aus dem 1880 noch existierenden Verkehrsverein bzw. Verschönerungsverein gebildet hat und für die Einrichtung wie auch den darauf folgenden Betrieb des Bades zuständig war (die später erfolgte Übergabe an die Gemeinde ist belegt, nicht aber ihr Zeitpunkt). Insgesamt mussten damals für die Ausbau- und Grunderwerbskosten 473.243 DM aufgewendet werden.
Die Umbaumaßnahmen zeichneten sich insbesondere dadurch aus, dass alle Schwimmbecken seither künstlich mit Beton umrandet und bei den Becken für Nichtschwimmer und Kleinkinder auch der Boden jeweils mit Beton geglättet worden waren.

### Erweiterung des Freibads um ein beheiztes Schwimmbecken
Von 1973 bis 1974 wurde neben dem am Kleinkinderbecken ansetzenden großen Laufsteg ein neues 50-Meter-Schwimmbecken angelegt, dessen Wasser geheizt und gechlort wurde und dementsprechend völlig abgetrennt von dem weiterhin betriebenen Becken mit dem Wasser aus dem Weiher sein musste. Zusammen mit dem parallel dazu eingerichteten Langlaufzentrum Rostwald (heute: Langlaufzentrum Aschauerweiherbad) waren mit dieser Erweiterung Kosten von 1.720.566 DM verbunden. In der Folge stiegen allerdings auch die Besucherzahlen von zuvor um die 59.000 auf gut 89.000 an (94.903 war der Höchststand von 1975) an. Und dies, obwohl wegen der Ölpreiskrise 1973 und den damit verbundenen Kostensteigerungen für Heizöl die Eintrittspreise mehr als verdoppelt werden mussten.

### Umbau zum „Naturbad“
Ab 2002 erfolgten der Rückbau und die Umgestaltung der Anlage zu einem „Naturbad“, das im Mai 2004 offiziell eröffnet wurde. Die Schwimmfläche beträgt 4.200 m² (Wassertiefe: max. 3,80 m) von 8.000 m² der gesamte Anlage, daneben werden u. a. auch ein Kiesstrand mit einem Bachlauf, zwei unterschiedliche Kinderrutschen,  ein „Pirateninsel“ mit Hängebrücke, Wasserfontänen, ein Beachvolleyballplatz und Tischtennisplatten geboten.
Die Sicherstellung der Wasserqualität des Bades erfolgt ohne Zugabe von Chemikalien durch die Selbstreinigungsmechanismen natürlicher Gewässer, unterstützt über eine in die Teichlandschaft integrierte, 3.800 m² große Pflanzenfilteranlage zur Wasseraufbereitung. Die Pflanzenfilteranlage besteht aus einem externen Nassfilterbecken und am Schwimmerbecken anliegenden aquatischen Regenerations- und Filterbereichen (siehe auch Abb. Komplettansicht Richtung Südost rechts bzw. unterhalb des Hauptweges neben dem Schwimmbereich).
Die Gemeinde Bischofswiesen war der Bauherr und ist seither auch der Betreiber des Aschauerweiherbades.

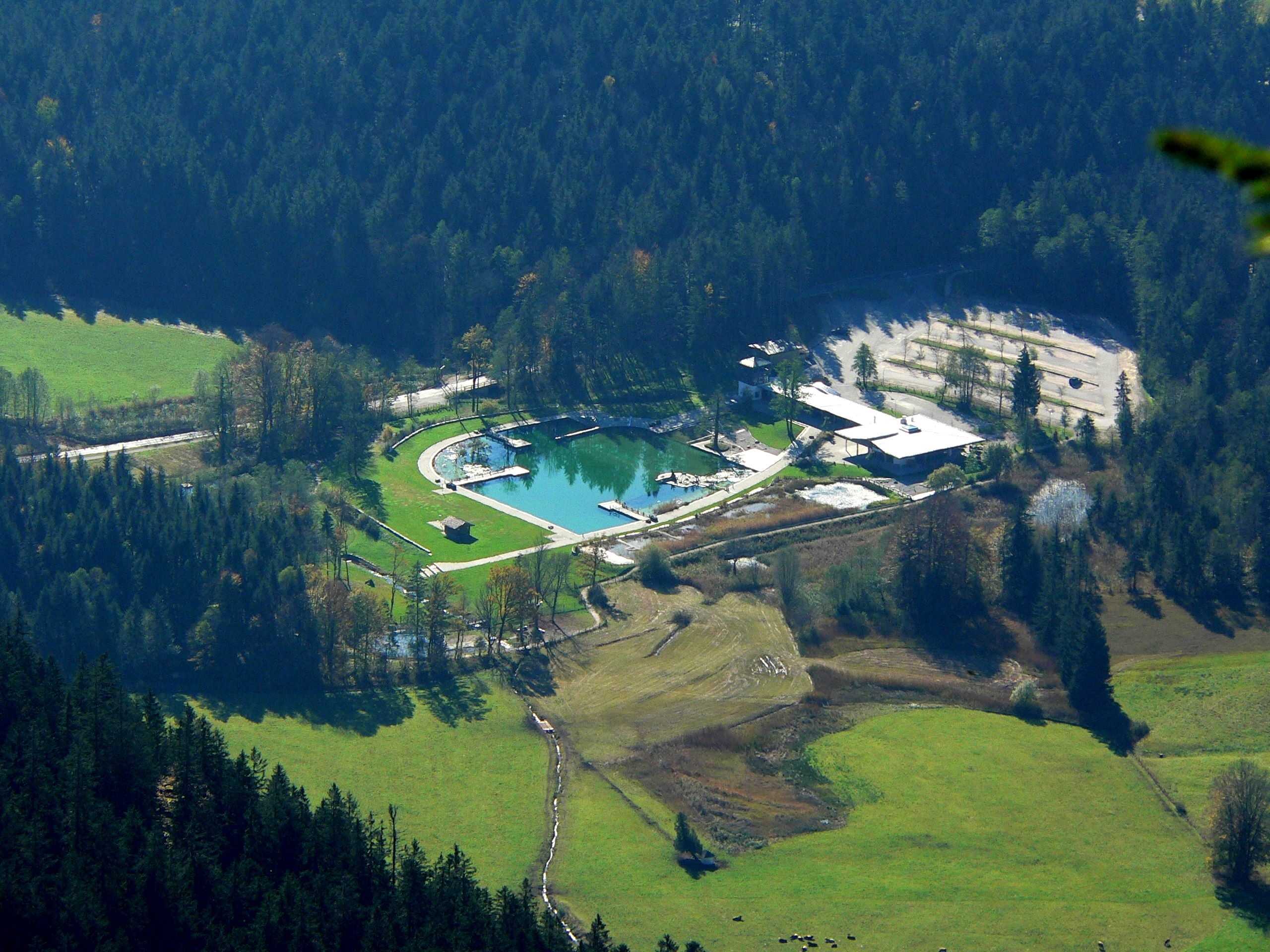
Komplettansicht Richtung Südost, Drohnenaufnahme 2022
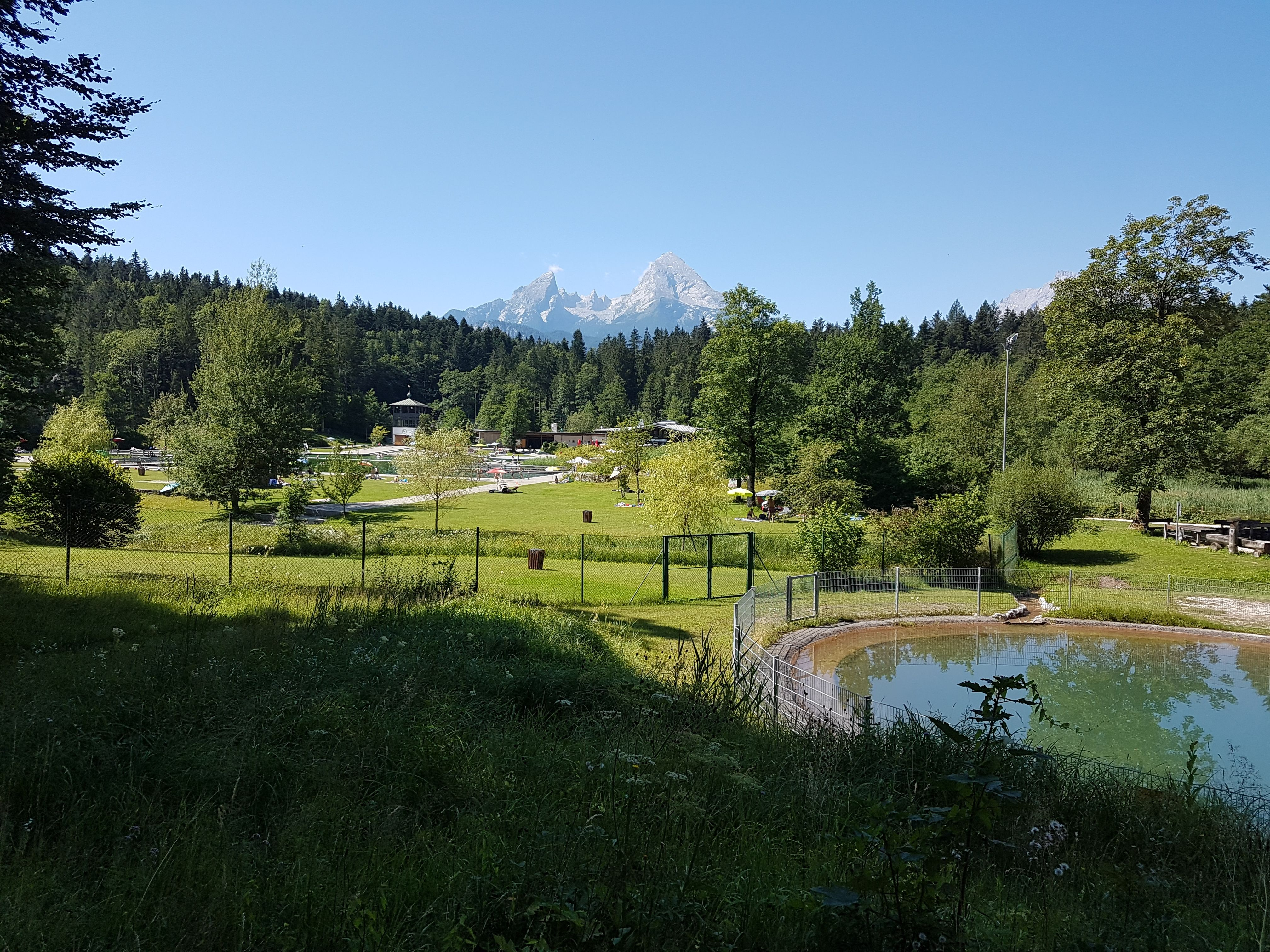
Richtung Süden mit Watzmann, im Vordergrund der Speicherteich zur Beschneiung der Langlaufloipe, 2022

Nach der Sommerschließung 2023 dient der auf den nachfolgenden Fotos abgebildete Zaun zur Abgrenzung von den noch im Oktober 2023 andauernden Arbeiten an der Aschauerweiherstraße.

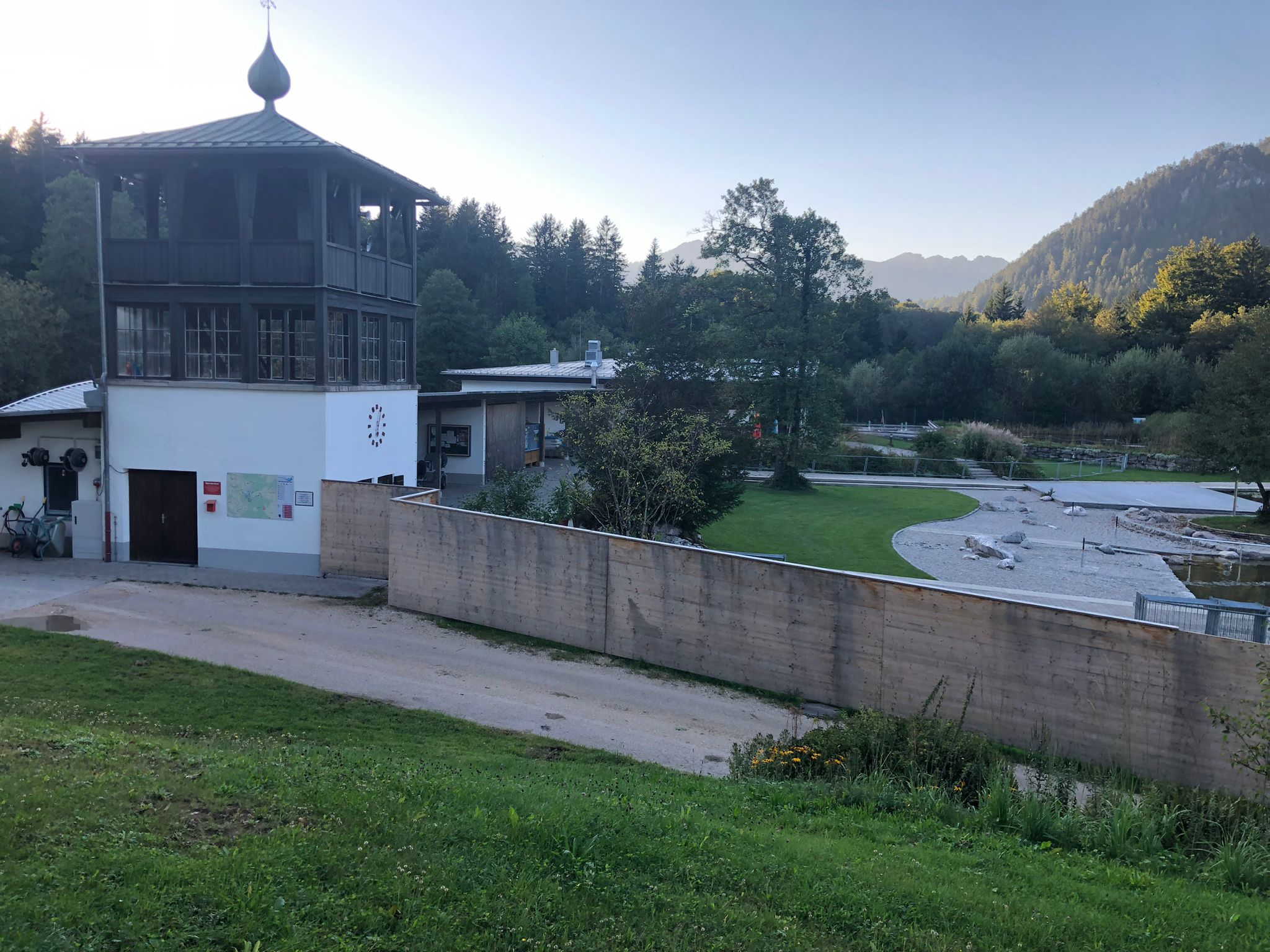
Eingangsbereich mit erhaltenem Turm (ca. 1956) für den Schwimmmeister (nach der Sommerschließung), 2023
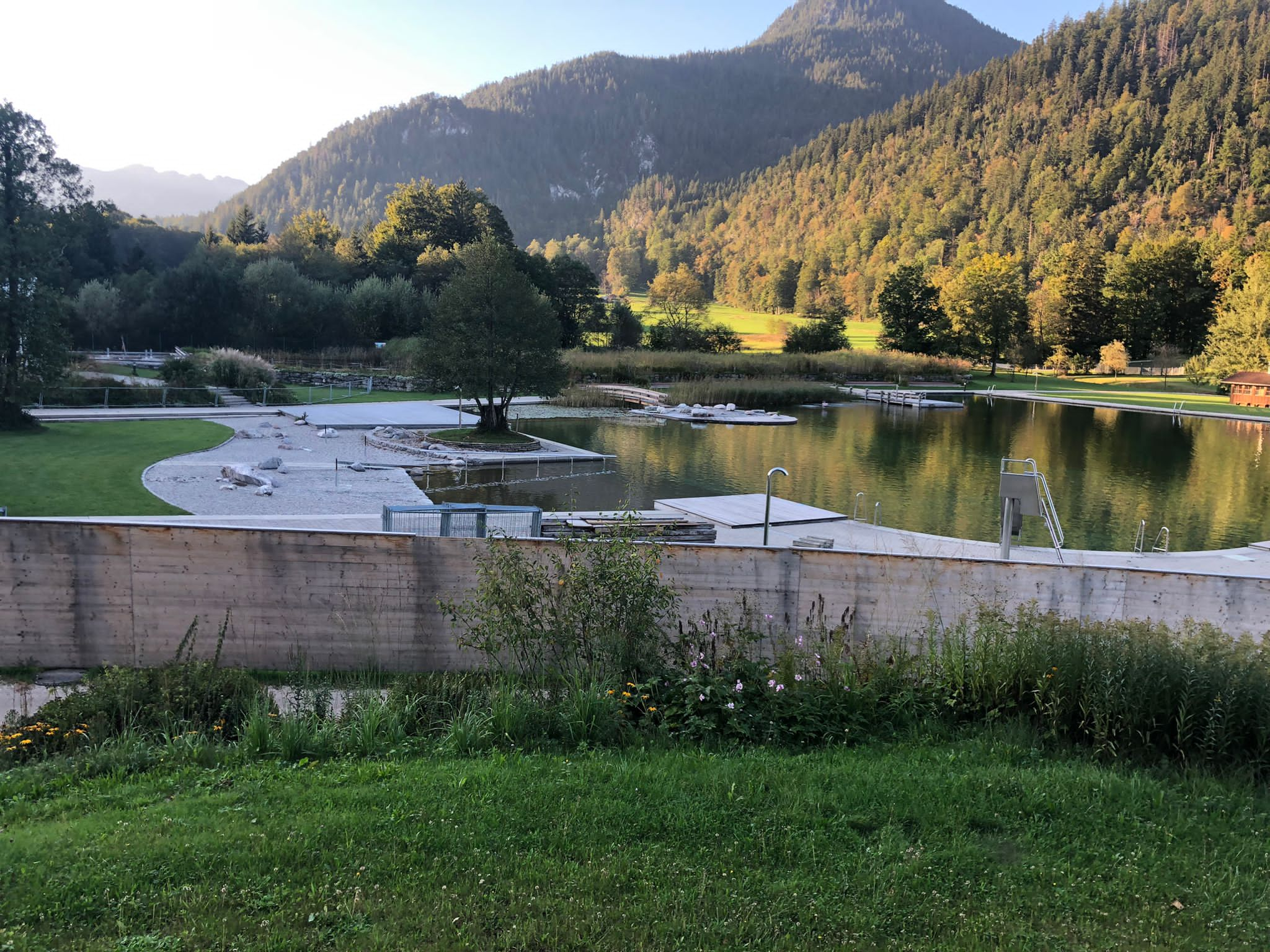
Ansicht auf den Nichtschwimmerbereich (nach der Sommerschließung), 2023
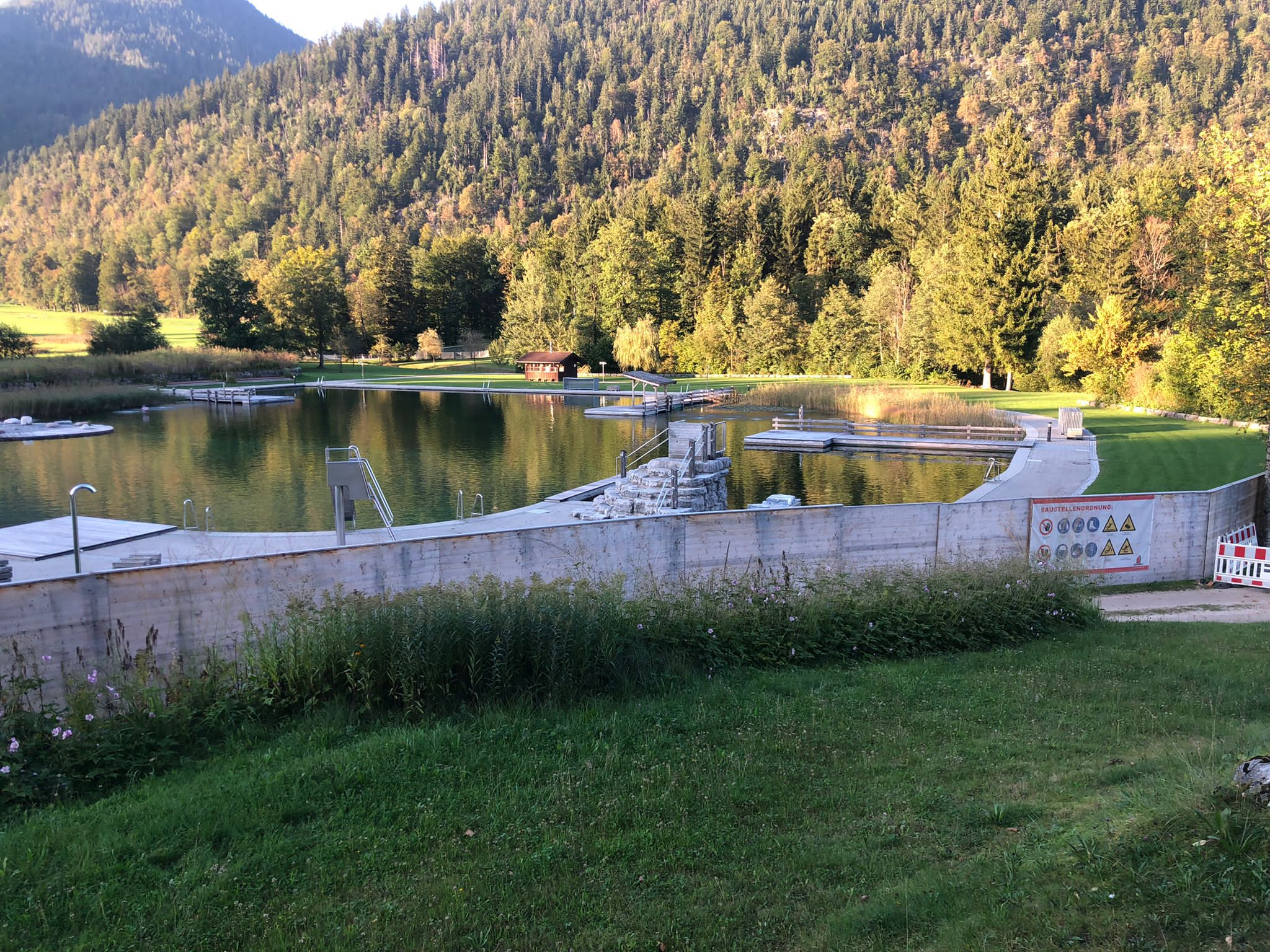
Seite mit Sprunganlage und Schilf (nach der Sommerschließung), 2023